# マクロス30 銀河を繋ぐ歌声
『マクロス30 銀河を繋ぐ歌声』（マクロスサーティ ぎんがをつなぐうたごえ）は、バンダイナムコゲームスから2013年2月28日に発売されたPlayStation 3 (PS3) 用ゲームソフト。マクロスシリーズのゲーム作品の1つ。

## 概要
マクロスシリーズ30周年記念プロジェクトの1つとしてPS3専用に制作された、フライトアクションRPGである。『マクロスF』から1年後となる2060年に設定されたオリジナルストーリーであり、歴代マクロスシリーズのキャラクター達が時空を超えて集結する。『マクロスエースフロンティア』のように、複数のマクロス作品を扱ったゲームはこれまでにも存在したが、ストーリー上は統合軍パイロットの主人公が2008年（『マクロス ゼロ』）から2059年（『マクロスF』）までの時代を過ごしていくという設定だった。異なる時代のキャラクターが1つの時代に集まるというクロスオーバーは、本作品が初となる。
シナリオ担当は『マクロスF』のノベライズや小説『マクロス・ザ・ライド』を手がけた小太刀右京。監督は佐藤英一。河森正治が監修およびメカニックデザインを行い、オリジナル機体の「YF-30 クロノス」を描き下ろしている。『マクロスF』の本編にも参加していた丸藤広貴が、新規キャラクターデザインとアニメパートの作画監督を担当する。アニメーション制作は『マクロスF』から引き続いてサテライト、ゲーム制作はアートディンクが担当する。
会話パートは全編フルボイス収録。30周年プロジェクトの別企画「ミス・マクロス30コンテスト」の歌手部門（シンガー・ウィング）でグランプリを獲得した千菅春香が、ヒロインの1人であるミーナ・フォルテ役を担当し、主題歌の「プラネット・クレイドル」、エンディングテーマの「ワンダーリング」を歌う。初音ミクを用いた創作活動で知られるkz (livetune) が楽曲を提供する。
パッケージは通常版のほか、初回限定生産となるBOX仕様の「超銀河箱（ちょうぎんがボックス）」も同時発売される。パッケージイラストは通常版は丸藤広貴によるマクロスシリーズの歴代ヒロインが、限定版は天神英貴によるマクロスシリーズの歴代バルキリーが描かれている。
週刊ファミ通のクロスレビューでは歴代のキャラクターが登場するオールスター的要素や自分でバルキリーを開発・強化できる点、初心者用にオートモードが用意されている点などが評価されゴールド殿堂入りした。

## ストーリー
西暦1999年に地球に落下した異星人の宇宙船（後のSDF-1 マクロス）から発見されたオーバーテクノロジーによって人類は恒星間航行の技術「フォールド」を手に入れた。しかし、異星人との戦争「第一次星間大戦」を経験した人類は、自分たちがいかに無力な存在であるかを思い知らされ、宇宙移民計画を実施する。様々な移民船団が銀河系に散って行き、発見された惑星への移民が行われていった。しかし、宇宙生物との遭遇はバロータ戦役、バジュラ戦役といった戦いにも発展した。
バジュラ戦役から1年後の2060年、民間軍事会社S.M.Sのセフィーラ支社に所属するパイロット、リオン・榊はYF-25 プロフェシーを届けるために辺境の惑星ウロボロスを訪れるが、謎の機体によって撃墜され、S.M.Sウロボロス支社の支社長アイシャ・ブランシェットに救われる。YF-25を届け任務を達成したリオンは帰ろうとするが、星にウロボロスオーロラという時空の障害が発生し、帰れなくなる。
リオンはS.M.Sウロボロス支社で仮社員として遺跡調査に協力することになるが、遺跡の地下で記憶を失った少女ミーナ・フォルテを発見する。どうやらミーナは遺跡に関わる存在らしく、彼女によると遺跡とこの時空の異変が関係しているらしい。リオンたちは遺跡の調査を進めるうちに、時空を超えた伝説の歌姫やパイロットたちと出会うことになる。

## ゲームシステム
本作はゲームジャンルが「フライトアクションRPG」となっている。バルキリーに乗って戦う3Dフライトアクション要素を持ちながら、ロールプレイングゲーム (RPG) のようなストーリーや育成も楽しめるものとなっており、進め方次第では展開や結末が変わるマルチエンディング方式になっている。
クエスト
ストーリー進行に伴うイベントをクエスト（探索）と呼称する。導入部の会話パートでストーリーの根幹になる「メインクエスト」が発生。プレイヤーは主人公の「リオン・榊」としてバルキリーを操縦し、惑星ウロボロス上の「砂漠」「群島」「氷河」といったフィールドを飛びまわり、調査や戦闘などを行う。戦闘後にマイシップに戻るとそのクエストが終了する。プライズによって仲間も増える。
その他、フィールド各所の町にあるハンターギルドで受注する「サブクエスト」や、エアレース「バンキッシュ」に参加することで各種アイテムが入手できる。
また、難易度をノーマル・イージー・ハードから選択できるが、イージーを選択した場合はセレクトボタンを押すことで自動的に戦闘をしてくれる「オート戦闘モード」が使用できる。
敵機が出現すると、シームレスに戦闘に移行する。敵機体を倒すと、TP（チューンポイント/機体の改造に使用）とEXP（エクスペリエンスポイント/貯まるとキャラクターがレベルアップする）が入手できる。また、機体のパーツや弾薬などのアイテムを回収できることもある。
セッティング
S.M.Sのハンガーでは使用する機体、僚機、サポートキャラクターの選択や、TPを使用して機体のチューニングが行える。TPはG（お金）で購入することも可能。
ショップ
街にあるショップではリペアキット、弾薬BOX、機体の設計図などの各種アイテムを購入できる。また、不要なアイテムを売却することもできる。
機体開発
S.M.Sウロボロス支社では新たな機体を開発できる。機体の開発には設計図、装甲パーツ、フレームパーツ、エンジンパーツといったアイテムが必要。
ギャラリー
ムービーや戦績の閲覧、音楽鑑賞、作中に登場する専門用語の解説が記載されている「マクロス事典」がある。関係者のインタビューで構成された特別番組「マクロス・超時空ゼミナール」も収録されている。

## 登場キャラクター

### 『マクロス30』オリジナルキャラクター
リオン・榊（リオン・さかき）
声 - 入野自由
本作の主人公。民間軍事会社のS.M.Sに所属する男性で階級は少尉。S.M.Sの惑星セフィーラ支社に所属しているが、任務で惑星ウロボロスを訪れる。かつては新統合軍に所属していた。髪は茶色のショート。コールサインはジークフリード1。
ミーナ・フォルテ
声 - 千菅春香
ウロボロスの遺跡で発見された少女。記憶を失っている。彼女の目覚めが原因で、各作品の登場人物が召喚される。髪はエメラルドグリーンのロング。
アイシャ・ブランシェット
声 - 井上麻里奈
S.M.Sウロボロス支社の支社長を務める女性で階級は特務少佐。ゼントラーディ人で胸元の空いたシャツにホットパンツとセクシーな服装が特徴的で、へそを出している。髪はピンク色のショート。遺跡の調査とバルキリーの開発を行う。まねき猫型の携帯端末を持ち歩いている。天才美少女を自称する自信家であり、メカニック面で活躍しており、その実力はジャンク部品から新品同然の機体を造り出すほど。終盤でインプラントに操られてリオン達を殺害しようとするが失敗する。
小説版『マクロスΔ』では、ケイオス・ラグナ支部の化学主任を務めている。
ロッド・バルトマー
声 - 宮野真守
リオンの幼馴染の男性。新統合軍の特殊部隊ハーヴァマール (HM) に所属している。コールサインはオーディン1。
藤堂 潮（とうどう うしお）
声 - 中田譲治
新統合軍の特殊部隊ハーヴァマールの司令。遺跡の力を利用しようとしている。
ガネス・モードラー
声 - 吉野裕行
惑星ウロボロスのバンデットのひとり。カムジン・クラヴシェラを慕っている。額に十字の傷があり、髭を生やしている。
メイ・リーロン
声 - 竹達彩奈
ブリタイシティのハンターギルドの代表者の女性。髪は紫色。実年齢よりも見た目が幼い。
ミア・榊（ミア・さかき）
声 - 竹達彩奈
故人。リオンの妹にしてロッドの恋人だったが、ある事件で命を落とす。彼女の死が原因でロッドがリオンとの関係を一方的に断ち切ろうとするため、疎遠となっている。

### 各作品の登場人物
時空間フォールドによって、惑星ウロボロスには前大戦時の伝説の歌姫や、すでに故人となっているはずのバルキリーのパイロットたちが時代を超えて存在している。

#### 『マクロス ゼロ』の登場人物
工藤 シン（くどう シン）
声 - 鈴村健一
統合軍のパイロット。2008年の統合戦争末期、「鳥の人」事件でVF-0 フェニックスに搭乗。地球が滅びる未来を変えたいと思っており、敵だったノーラやイワノフとともに新統合軍のハーヴァマールに協力している。コールサインはスカル2。
サラ・ノーム
声 - 小林沙苗
南海の孤島マヤンの歌巫女の家系に生まれた少女。ハーヴァマールによって誘拐されそうになったところをイサムに助けられ、行動をともにしている。
マオ・ノーム
声 - 南里侑香
南海の孤島マヤンの歌巫女の家系に生まれた少女で、サラの妹にあたる。カムジンに誘拐されている。
D.D.イワノフ
声 - 大友龍三郎
統合軍に反旗を翻す反統合同盟の男性パイロット。統合戦争では黒いSV-51に乗る。敵だったシンとともにハーヴァマールに協力している。
ノーラ・ポリャンスキー
声 - 高山みなみ
反統合同盟に所属する女性パイロット。イワノフとは恋仲で、ワインレッドのSV-51に乗る。イワノフやシンとともにハーヴァマールに協力している。

#### 『超時空要塞マクロス』の登場人物
一条 輝（いちじょう ひかる）
声 - 野島健児
統合軍のパイロットで2009年の第一次星間大戦ではVF-1 バルキリーに乗って戦った伝説の英雄。後にドラマや映画化もされた有名人。未沙とともにミンメイを探している。コールサインはスカル1。
リン・ミンメイ
声 - 飯島真理
第一次星間大戦ではマクロス艦で歌い、戦争を終わらせたという伝説の歌姫。ハーヴァマールに捕えられ、人質になっている。
早瀬 未沙（はやせ みさ）
声 - 土井美加
第一次星間大戦ではマクロス艦のブリッジクルーだった女性士官。ミンメイの救出をS.M.Sに依頼する。
カムジン・クラヴシェラ
声 - 目黒裕一
第一次星間大戦ではゼントラーディ軍の将校で「味方殺しのカムジン」と言われた男。ゼントラーディの血を引くミレーヌに興味を持ち、騙して仲間にする。

#### 『マクロスプラス』の登場人物
イサム・ダイソン
声 - 山崎たくみ
新統合軍のパイロットで2040年のシャロン・アップル事件ではYF-19のテストパイロットだった。サラがハーヴァマールに誘拐されそうになったところを救出する。
ガルド・ゴア・ボーマン
声 - 石塚運昇
ゼネラルギャラクシー社の人間で、シャロン・アップル事件ではYF-21のテストパイロットだった。ある目的のためにハーヴァマールに協力している。コールサインはオメガ1。
シャロン・アップル
声 - 兵藤まこ
ヴィーナス・サウンド・ファクトリーで開発されたバーチャロイド・アイドル。歌による洗脳でS.M.Sや新統合軍のメンバーをハーヴァマールの傘下に於いている。
ミュン・ファン・ローン
声 - 深見梨加
ヴィーナス・サウンド・ファクトリーでシャロンの開発に協力していた女性でイサム、ガルドの幼馴染。ハーヴァマールに人質として捕えられている。

#### 『マクロス7』の登場人物
熱気 バサラ（ねっき バサラ）
声 - 神奈延年
ロックバンドFire Bomberのボーカリスト兼ギタリスト。2045年のバロータ戦役ではファイヤーバルキリーで歌いながら戦場を駆け抜けた。ウロボロスの群島エリアで歌っている姿が目撃される。
ミレーヌ・ジーナス
声 - 櫻井智
ロックバンドFire Bomberの女性ボーカル。熱気バサラを探しており、カムジンに騙されて仲間になっている。
ガムリン木崎（ガムリン きざき）
声 - 子安武人
新統合軍人でVF-22S シュトゥルムフォーゲルIIのパイロット。シャロンに洗脳されている。
マクシミリアン・ジーナス
声 - 速水奨
第一次星間大戦時はVF-1 バルキリーのエースパイロット、バロータ戦役時はマクロス7船団長だった天才。シャロンに洗脳されている。
ミリア・ファリーナ・ジーナス
声 - 竹田えり
第一次星間大戦時はクァドラン・ローで戦いエースのミリアと呼ばれたメルトランディ。バロータ戦役時はシティ7の市長。シャロンに洗脳されている。

#### 『マクロスF』の登場人物
早乙女 アルト（さおとめ アルト）
声 - 中村悠一
マクロス・フロンティアの民間軍事会社S.M.Sに所属する学生。2059年のバジュラ戦役時にはVF-25 メサイアで戦った。バジュラにも心があることを理解し、彼らを守ろうとしている。コールサインはスカル4。
ストーリー上初めて仲間になる歴代シリーズの人物である。
シェリル・ノーム
声 - 遠藤綾
マクロス・ギャラクシー出身の人気歌手で「銀河の妖精」とも呼ばれる少女。バジュラ戦役時には歌によるコミュニケーションでバジュラと人類の架け橋となった。アルトと共にバジュラを守ろうとしている。
アルトと同時にストーリー上初めて仲間になる。
ランカ・リー
声 - 中島愛
フロンティア出身の新人歌手で「超時空シンデレラ」とも呼ばれる少女。バジュラ戦役時にはシェリル・アルトと共に戦争終結に貢献した。ハーヴァマールに誘拐されている。
ジェフリー・ワイルダー
声 - 大川透
フロンティアのS.M.S旗艦マクロス・クォーターの艦長。シャロンに洗脳されハーヴァマールの傘下になっている。
オズマ・リー
声 - 小西克幸
フロンティアのS.M.Sのスカル小隊の隊長。バジュラ戦役ではVF-25Sに乗って戦った。シャロンに洗脳されハーヴァマールの傘下になっている。
ミハエル・ブラン
声 - 神谷浩史
フロンティアのS.M.Sのスカル小隊の隊員。バジュラ戦役では狙撃仕様の青いVF-25Gに乗って戦った。シャロンに洗脳されている。
ルカ・アンジェローニ
声 - 福山潤
フロンティアのS.M.Sのスカル小隊の隊員。バジュラ戦役では電子戦仕様の緑のRVF-25に乗って戦った。シャロンに洗脳されている。
クラン・クラン
声 - 豊口めぐみ
フロンティアのS.M.Sのピクシー小隊の隊長。バジュラ戦役では赤いクァドラン・レアに乗って戦った。シャロンに洗脳されている。
ブレラ・スターン
声 - 保志総一朗
マクロス・ギャラクシー船団の新統合軍人。常人には乗りこなせない赤紫のVF-27を駆るサイボーグ兵士。ある目的のためにハーヴァマールに協力している。コールサインはアンタレス1。
グレイス・オコナー
声 - 井上喜久子
マクロス・ギャラクシー船団の人間。ブレラと共にハーヴァマールに協力している。
バジュラ
昆虫のような外観の宇宙生物。体内で希少物質のフォールドクォーツを精製する性質がある。ハーヴァマールによって利用されようとしている。

## 登場兵器
マクロス ゼロ
- VF-0A フェニックス（シン機） / ファストパック/ ゴーストブースター
- VF-0D フェニックス
- VF-0S フェニックス（スカル小隊隊長機）
- VF-0S フェニックス
- SV-51γ（ノーラ機） / ツインブースター
- SV-51γ（イワノフ機）
- SV-51γ
- SV-51α

超時空要塞マクロス
- VF-1S バルキリー（一条機） / スーパーパック/ ストライクパック/ Wストライクパック
- VF-1S バルキリー
- VF-1S バルキリー（スカル小隊隊長機）
- VF-1A バルキリー
- VF-1A バルキリー（スカル小隊仕様）
- VF-1J バルキリー
- VF-1J バルキリー（一条機）
- リガード / 小型ミサイルポッド / 大型ミサイルポッド
- ヌージャデル・ガー
- クァドラン・ロー
- クァドラン・ロー（ミリア機）
- スヴァール・サラン
- ゼントラーディパワード・スーツ

マクロスプラス
- YF-19 エクスカリバー（イサム機） / ファストパック
- YF-19 エクスカリバー
- YF-21 シュトゥルムフォーゲル（ガルド機） / ファストパック
- YF-21 シュトゥルムフォーゲル
- VF-11B サンダーボルト（イサム機） / スーパーパック
- VF-11B サンダーボルト

マクロス7
- VF-19改 ファイヤーバルキリー
- VF-1J バルキリー（ミレーヌ機） - ミリアの赤いVF-1Jのレプリカ。
- VF-19F ブレイザーバルキリー
- VF-19S ブレイザーバルキリー
- VF-22S シュトゥルムフォーゲルII（マックス機）
- VF-22S シュトゥルムフォーゲルII（ミリア機）
- VF-22S シュトゥルムフォーゲルII（ガムリン機） - 本来の初出は『マクロス ダイナマイト7』。
- VF-22S シュトゥルムフォーゲルII
- VF-11C サンダーボルト / スーパーパック

マクロス VF-X2
- VF-19A エクスカリバー（レイヴンズ仕様）
- VF-22 シュトゥルムフォーゲルII

マクロスF
- VF-25F メサイア（アルト機）/ スーパーパック/ アーマードパック/ トルネードパック
- VF-25S メサイア（オズマ機）
- VF-25G メサイア（ミハエル機）
- RVF-25 メサイア（ルカ機）
- VF-25A メサイア
- YF-25 プロフェシー
- VF-27γ ルシファー（ブレラ機）/ スーパーパック
- VF-27γ ルシファー
- VF-27β ルシファー
- VF-171 ナイトメプラス
- VF-171EX ナイトメプラスEX / アーマードパック
- VF-171EX ナイトメプラスEX（アルト機）
- RVF-171EX ナイトメプラスEX（ルカ機）
- YF-29 デュランダル（アルト機）/ スーパーパック
- YF-29 デュランダル
- VB-6 ケーニッヒモンスター
- QDL-RAER クァドラン・レア（クラン機）
- QDL-RAER クァドラン・レア
- マクロス・クォーター

ゲームオリジナル
- YF-25 プロフェシー（リオン機） - グリーンのカラーリングが施されている。
- VF-11C サンダーボルト（ミーナ機） - ブルーのカラーリングが施されている。初心者のミーナでも扱いやすいようにチューニングされている。
- VF-19E エクスカリバー（アイシャ機） - ピンクのカラーリングが施されている。頭部レーザー機銃は1門。
- VF-27γ ルシファー（リーロン機） -  白いカラーリングが施されている。
- YF-29 デュランダル（イサム機） - YF-19のようなクリーム色に赤と黒のラインが入っている。頭部はYF-19に近く、レーザー機銃は1門となっている。
- YF-29 デュランダル（オズマ機） - 黒いカラーリングが施されている。頭部レーザー機銃は4門。
- YF-29B パーツィバル（ロッド機） - YF-29の本国仕様。黒いカラーリングが施されている。
- VF-171EX ナイトメアプラスEX（ガネス機） - 濃緑色のカラーリングが施されている。
- VF-1S (30th) - 超銀河箱封入特典のオリジナルカラーリングの痛バルキリー。ミンメイとミレーヌがペイントされている。
- VF-25 (30th) - 超銀河箱封入特典のオリジナルカラーリングの痛メサイア。シェリルとランカがペイントされている。
- YF-29 (30th) - 初回封入特典のオリジナルカラーの痛デュランダル。シェリルとランカがペイントされている。
- YF-30 クロノス - 本作完全オリジナルの新型バルキリー。
- 戦艦ゲフィオン - アイシャたちS.M.S.ウロボロス支社の社屋と社員寮を兼ねる母艦。オリジナルは新星インダストリー社が2030年に開発した中型カーゴシップだが、アイシャが自力で発見したプロトカルチャーの小型工場衛星が組み込まれており、オーバーテクノロジーにより兵器の整備や新兵器の開発が行える。
- SDFN-8 ジェネラル・ブリタイ・クリダニク - 第1世代型マクロス級の8番艦。惑星ウロボロスに最初に降り立ったマクロス艦。2060年現在は惑星ウロボロスの首都・ブリタイシティとして群島エリアに鎮座している。
- フォールド・エビル - 惑星ウロボロスに封印されていたプロトデビルンに憑依されていない唯一のエビルシリーズ。

## 用語
ウロボロス
銀河辺境にある開拓途上の惑星。周囲のフォールド断層が不安定で、ときおり発生する「ウロボロスオーロラ」によって外部との往来が隔絶することもある。浮島・砂漠・氷河といった地形が存在し、プロトカルチャーのものと思われる古代遺跡がある。首都は人口30万人のブリタイシティ。
ハーヴァマール
新統合軍の第815独立戦隊。反統合運動、テロ、はぐれゼントラーディなどの脅威に対抗するための特務部隊。最新鋭のVFを多数擁する「VF-X」。シャロン・アップルのシステムを掌握し、フロンティア船団のS.M.Sメンバーや7船団の重要人物を洗脳して配下にしている。
バンデット
バルキリーなどの兵器を使って悪行を働いているならず者集団。野盗、反政府組織、テロリスト、脱走兵、はぐれゼントラーディなどその素性は様々。中にはハンターからバンデットに身を落とした者もいる。
ハンター
治安レベルが低いウロボロスにおいて、軍に代わって治安維持を行っている。ハンターズギルドによってライセンスを発行される。様々な依頼が寄せられ、達成した者には報奨が出る。
S.M.S
星間規模の民間軍事会社。可変ステルス空母のマクロス・クォーターや可変戦闘機VF-19、VF-25などの高性能の兵器を所持しており、隊員の練度も高い。『劇場版マクロスF』ではフロンティア船団支部が登場していたが、本作では惑星セフィーラ支部や惑星ウロボロス支部が登場する。
新統合軍
2010年に発足した新宇宙統合政府に所属する軍隊。総司令部は地球にあり、各移民惑星、移民船団にも護衛として軍が派遣されている。総司令部のある地球から離れた辺境の惑星や移民船団に派遣された新統合軍が現地軍化し、独自の行動を取る例も出ている。

## 特典
通常版・超銀河箱共通
- 河森正治と18名の歴代声優のインタビュー集（約113分）
- 河森によるYF-30変形機構解説ムービー
- PSP用ゲーム『マクロスアルティメットフロンティア 超時空娘々パック』（2009年）および『マクロストライアングルフロンティア イツワリノウタヒメパック』（2011年）に収録されたバルキリーCGムービー。BGMは前者が「Burning Fire」、後者が「Get it on-Fling Rock」
- ゲーム内で特別デザインマーキングのYF-29 デュランダルを追加できるプロダクトコード。デザインは2012年1月のイベント「娘フェス」用に江端里沙が描き下ろしたランカ・リーとシェリル・ノームのイラスト。

超銀河箱
- イラストレーター天神英貴描き下ろしの3方背ボックス
- 作画監督丸藤広貴が選んだアニメパートの原画・レイアウト集
- 歴代マクロスシリーズのキャラクター&メカニック設定資料集
- マクロス30周年イベント・キャンペーンポスター集
- マクロスシリーズのゲームと映像の歴史をまとめたデジタルコンテンツカタログ
- ゲーム内で特別デザインマーキングのVF-1S バルキリーとVF-25 メサイアを追加できるプロダクトコード。デザインはVF-1Sが美樹本晴彦によるリン・ミンメイとミレーヌ・ジーナスのイラスト。VF-25Fは雑誌『Cut』2011年6月号表紙用に江端里沙が描き下ろしたランカ・リーとシェリル・ノームのイラスト。

- 2013年7月13日開催予定の「マクロスクロスオーバーライブ 30」のチケット抽選コード。

## 主題歌
オープニングテーマ「プラネット・クレイドル」
作詞・作曲 - kz（livetune） / 編曲 - kz・真鍋裕 / 歌 - 千菅春香
エンディングテーマ「ワンダーリング」
作詞・作曲・編曲 - kz（livetune） / 歌 - 千菅春香

## 超時空ゼミナール!!
『マクロス30出張版 マクロス超時空ゼミナール!!』は公式サイトで配信された『マクロス 超時空ゼミナール!!』の出張版Webアニメ。現在配信終了（YouTubeは継続配信）、講師はシェリル・ノーム（声 - 遠藤綾）。
- 第1回 マクロス30とは?
- 第2回 銀河マクロス史(1)
- 第3回 銀河マクロス史(2)
- 第4回 銀河マクロス史(3)
- 第5回 バルキリーの変遷
- 第6回 これがマクロス30だ!
- 第7回 マクロス30を楽しもう!
- 第8回 マクロス30ついに発売!

## 関連商品

### 書籍
マクロス30 銀河を繋ぐ歌声
ゲームシナリオを担当した小太刀右京自身によるノベライズ。ゲームには登場しないキャラクターやメカも登場する。アスキー・メディアワークスより2013年3月30日発売。ゲームシナリオの初期稿を元に、小説版ならではのオリジナルの要素が多数盛り込まれており、展開そのものもゲームとは異なる。ゲーム版が正史、小説版が外伝というわけではなく、他のマクロスシリーズ作品同様にどちらもマクロス世界で起こった歴史的事実を元にした作品という位置づけとされている。また、模型雑誌『電撃ホビーマガジン』誌上にて連動企画を掲載。
マクロス30 銀河を繋ぐ歌声 ビジュアルコンプリートガイド
エンターブレインより刊行された攻略本。攻略情報や各種データだけでなく登場する機体のビジュアルも収録される。2013年4月18日発売。

### CD
プラネット・クレイドル／ワンダーリング
本作のオープニングテーマとエンディングテーマを収録した千菅春香のデビューシングルCD。フライングドッグより2013年2月27日発売 (VTCL-35147) 。

### その他
スーパーロボット大戦BX
参戦作品として『マクロス30』が登場する。リオンを含めた『30』オリジナルキャラクターとオリジナル機体のみの登場で、別枠としてカウントされている『劇場版 マクロスF』以外の過去作品キャラクターは登場しない。